# Werner Aspenström
Karl Werner Aspenström (Norrbärke, 13 de noviembre de 1918 – Estocolmo, 25 de enero de 1997) fue un poeta y escritor sueco.

## Biografía

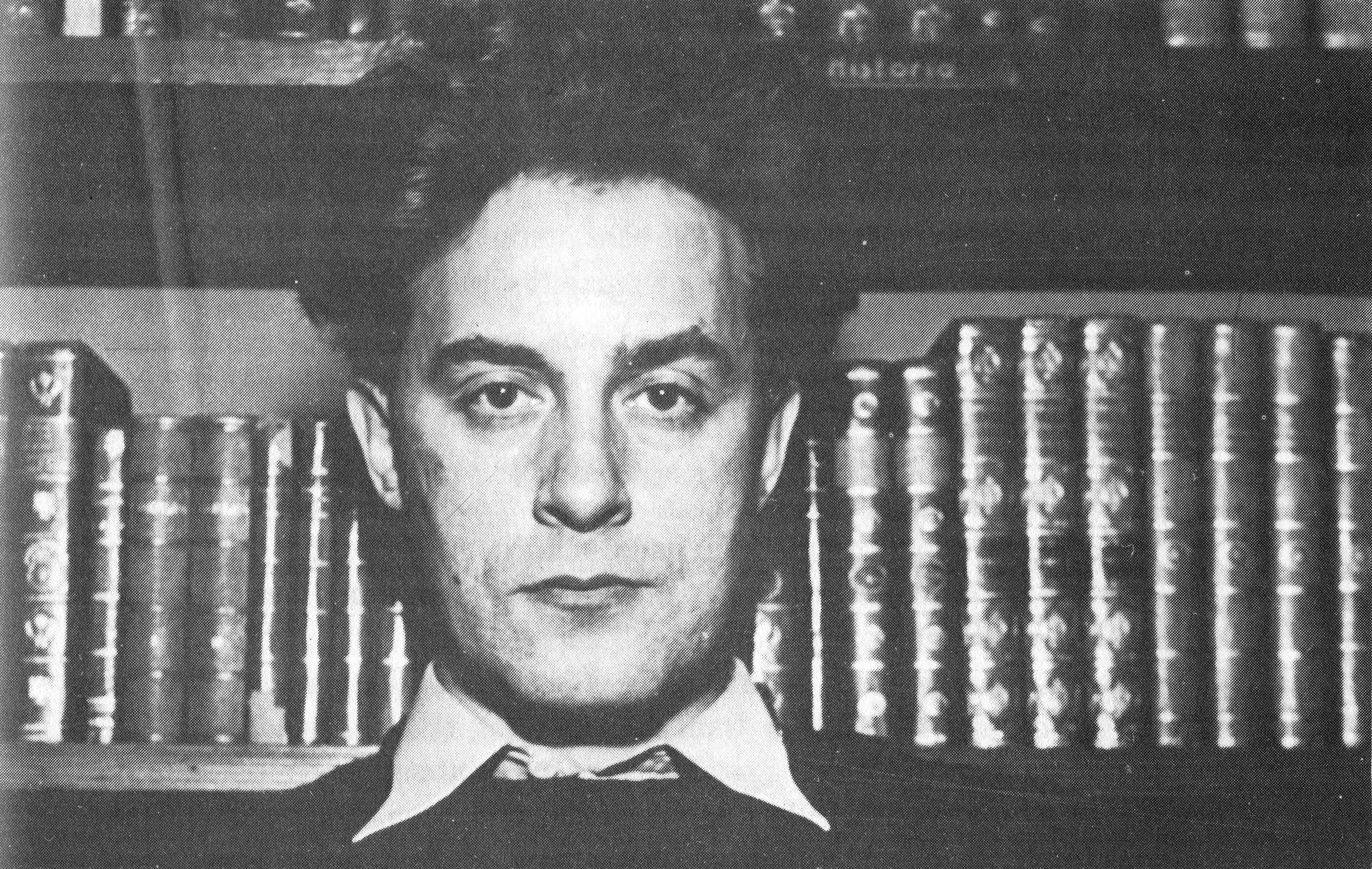
Werner Aspenström, hacia 1950.

Aspenström nació en Norrbärke. Tras su libro Snölegend ("Leyenda de la nieve"), publicado en 1949, pasó a ser considerado uno de los principales poetas suecos del siglo XX, y su poesía a menudo se ha comparado con de autores como Harry Martinson y Tomas Tranströmer. En 1958 publicó Bäcken (El arroyo), una autobiografía de los años de infancia y juventud. 
Poeta y autor dramático, la obra Aspenström está cargada de sencillez y hermosura, en un diálogo fértil entre el campesino sueco y el filósofo zen. Se ha hablado de que sus poemas combinan realidades de apariencia inconexa, pero sabiamente conjugadas. En 1975 la Academia Sueca le otorgó el Premio de Traducción y en 1981 fue elegido miembro de la Academia Sueca, donde ocupó el escaño 12. 
Era amigo de Stig Dagerman.

## Obras
- Förberedelse (1943)
- Oändligt är vårt äventyr (1945)
- Skriket och tystnaden (1946)
- Snölegend (1949)
- Litania (1952)
- Förebud (1953)
- Hundarna (1954)
- Dikter under träden (1956)
- Bäcken (1958)
- Motsägelser (1961)
- Om dagen om natten (1961)
- Trappan (1964)
- Sommar (1968)
- Inre (1969)
- Under tiden (1972)
- Tidigt en morgon, sent på jorden (1980)
- Sorl (1983)
- Det röda molnet (1986)
- Varelser (1988)
- Enskilt och allmänt (1991)
- Ty (1993)
- Israpport (1997)
- Öva Sitt Eget (2004) (a cargo de Signe Lund-Aspenström)
- Samlade dikter 1943-1997 (2014)